# 马叶江
马叶江（1967年11月—），吉林辽源人，满族，中华人民共和国政治人物。

## 生平
中国共产党党员，第十三届全国人民代表大会江西地区代表、中国铁路南昌局集团有限公司总经理。
2018年2月24日，当选为第十三届全国人大代表。
2019年8月13日，因涉嫌严重违纪违法，接受纪律审查监察调查。